# Mozuku
Il mozuku (水雲?, nuvola d'acqua o 海雲?, nuvola di mare) è un termine collettivo per varie specie di alghe brune giapponesi della famiglia delle Chordariaceae, che vengono utilizzate come cibo. Tra queste si hanno l'ito-mozuku (Nemacystus decipiens), il mozuku di Okinawa (Cladosiphon okamuranus), il kusa- o ishi-mozuku (Sphaerotrichia divaricata) e il futo-mozuku (Tinocladia crassa).

## Coltivazione
Il mozuku di Okinawa viene coltivato a scopo agricolo in Giappone dagli anni '70, principalmente sulle coste di Okinawa. Nel 2006 ne sono state raccolte circa 20.000 tonnellate. A causa del crescente riscaldamento degli oceani, la produzione è in calo dal 2015.

## Ingredienti
Come molte alghe brune, il mozuku di Okinawa (Cladosiphon okamuranus) contiene fucoidano, un polisaccaride solfato contenente lo zucchero fucosio.  Sintomi di avvelenamento sono stati osservati quando le alghe venivano consumate in grandi quantità. Il fucoidano isolato da Cladosiphon okamuranus è risultato tossicologicamente innocuo.

## Usi
Il mozuku fresco non può essere conservato a lungo ed è quindi solitamente disponibile solo nelle gastronomie. Il mozuku viene venduto in tutto il Giappone in salsa di aceto e quindi ha una lunga conservazione. Il mozuku conservato sotto sale si chiama enzou mozuku e si trova principalmente nei negozi di specialità gastronomiche. In commercio è disponibile anche il mozuku essiccato; Tuttavia, questa è solo una piccola percentuale della produzione annuale di mozuku. Per prepararlo, il mozuku viene messo a bagno in acqua fredda, poi lavato e condito con aceto e sale oppure aceto, salsa di soia, dashi e zenzero. Il mozuku viene tipicamente servito freddo come antipasto, insalata o con sashimi.